# 費尼縣
費尼縣是孟加拉國吉大港區的一個縣，位於該國東南部，北界印度，南面孟加拉灣。面積928.34平方公里。2001年人口1,240,384人。
下分五個鄉。